# Julius Goldschläger
Julius Goldschläger (* 27. August 1872 in Ismail, Rumänien (heute Ukraine); † 30. November 1940 in Wien) war ein österreichischer Architekt des Historismus. Sein Schaffen umfasste vor allem repräsentative, neobarocke und schmuckreiche Wohn- und Geschäftsbauten für das Großbürgertum in Wien.

## Leben
Geboren 1872 im damals rumänischen Bessarabien, kam der Julius Goldschläger als Sohn eines jüdischen Kaufmanns spätestens um 1888 nach Wien, denn 1890 schloss er die üblicherweise zwei Jahre dauernde Werkmeisterschule an der Staatsgewerbeschule ab. 1892 begann er ein Studium an der Akademie der bildenden Künste, wo er von Viktor Luntz konservativ unterrichtet wurde und 1895 mit Diplom abschloss. Dem konservativen, auf Historismus mit ansprechender Ästhetik setzenden Architekturstil blieb Goldschläger, unbeirrt von neueren Strömungen, etwa um Otto Wagner und dem Jugendstil, stets verbunden. Goldschläger arbeitete in der Folge erfolgreich als Architekt, Bauunternehmer und Händler von Baumaterialien.
Ab 1899 war Goldschläger Mitglied im niederösterreichischen Gewerbeverein. Zwischen 1905 und 1907 ist eine Bürogemeinschaft mit dem Architekten Siegfried Kramer nachgewiesen.
Nach dem Ersten Weltkrieg traf Goldschläger die Wirtschaftskrise jener Jahre, die für Architekten wie Bauunternehmer häufig Auftragsmangel bedeutete und auch den Baustoffhandel in Mitleidenschaft zog. Er beendete daher diese Tätigkeiten und konzentrierte sich ausschließlich auf sein 1915 eröffnetes Gast- und Kaffeehaus „KAB Kärntnerthor-Automatenbuffets“ in Wien-Wieden, Wiedner Hauptstraße 6. Doch auch dieses litt letztendlich an schlechtem Geschäftsgang. Ein in den Jahren 1933 bis 1936 nachgewiesenes Konkursverfahren über Goldschläger wurde „mangels Vermögen“ abgewiesen.
Julius Goldschläger starb 1940 im 68. Lebensjahr an Hirnembolie infolge von Bluthochdruck und Lues in Wien. Er wurde am Wiener Zentralfriedhof, israelitische Abteilung, begraben. Seine Frau Irene Sara Goldschläger blieb nach dem Tod ihres Mannes in Wien und wurde 1942 ins KZ Izbica deportiert und ermordet. Die vier Kinder der beiden schafften 1940 noch die Flucht ins Ausland.

## Werk
Als Architekt des Großbürgertums umfasst sein Werk viele repräsentative Wohnhäuser im 1. Wiener Gemeindebezirk. Seine Gebäude wiesen eine repräsentative und vornehme Gestaltungsweise auf. Unterstützt durch vielfältige Verzierungen und Dekorationen sowie die Anbringung von Erkern und Ecktürmen wiesen seine Gebäude üppige Fassaden und eine starke Plastizität auf. Der Fassadenstil war zumeist neobarock, zum Einsatz kamen oft figürliche Plastiken, Lisenen und Säulen. Auch die Foyers der Gebäude waren schmuckreich und elegant.
Häufig hatte Goldschläger mehrere Parzellen zu verbauen, was er dazu nutzte, begrünte Straßenhöfe miteinzuplanen. So geschehen etwa im Falle des Hauses Porzellangasse 7 (1905–1906) in Alsergrund, dem Geburtshaus von Friedrich Torberg.
Eine Abweichung vom neobarocken, schmuckreichen Stil etwa zum Neoklassizismus lässt sich nur selten finden und dann vor allem bei Bürogebäuden, die er vereinzelt ebenso errichtete.

## Werke
| Foto  |                 | Baujahr   | Name                                                                         | Standort                                                                | Beschreibung                                                                           | Metadaten                                                         |
| ----- | --------------- | --------- | ---------------------------------------------------------------------------- | ----------------------------------------------------------------------- | -------------------------------------------------------------------------------------- | ----------------------------------------------------------------- |
| ja    | Datei hochladen | 1898      | Miethaus                                                                     | Wien 20, Wallensteinplatz 3–4 Standort                                  |                                                                                        | P84(Architekt): P131(Ort):                                        |
| BW    | Datei hochladen | 1899      | Miethaus                                                                     | Wien 8, Lerchenfelder Straße 88 / Tigergasse 2 Standort                 | Anmerkung: Gemäß Wien Stadtplan Kulturgut                                              | P84(Architekt): P131(Ort):                                        |
| ja    | Datei hochladen | 1901      | Wohnhaus Samuel und Wilhelm Schallinger                                      | Wien 1, Franz Josefs-Kai 27 / Rabensteig 8 Standort                     | Anmerkung: mit Anton Klement                                                           | P84(Architekt):Julius Goldschläger P131(Ort):Wien Region-ISO:AT-9 |
| BW    | Datei hochladen | 1902      | Miethaus                                                                     | Wien 15, Sechshauser Straße 62–64 Standort                              |                                                                                        | P84(Architekt):Julius Goldschläger P131(Ort):Wien Region-ISO:AT-9 |
| ja    | Datei hochladen | 1903      | Wohnhaus                                                                     | Wien 1, Biberstraße 3 Standort                                          |                                                                                        | P84(Architekt):Julius Goldschläger P131(Ort):Wien Region-ISO:AT-9 |
| ja    | Datei hochladen | 1903      | Miethaus                                                                     | Wien 4, Gußhausstraße 3 Standort                                        |                                                                                        | P84(Architekt):Julius Goldschläger P131(Ort):Wien Region-ISO:AT-9 |
| ja    | Datei hochladen | 1903      | Miethaus                                                                     | Wien 6, Rahlgasse 1 / Theobaldgasse 2 Standort                          |                                                                                        | P84(Architekt):Julius Goldschläger P131(Ort):Wien Region-ISO:AT-9 |
| ja    | Datei hochladen | 1903–1905 | Wohnhäuser                                                                   | Wien 1, Biberstraße 7 / Falkestraße 3 Standort                          |                                                                                        | P84(Architekt):Julius Goldschläger P131(Ort):Wien Region-ISO:AT-9 |
| BW    | Datei hochladen | 1903–1905 | Wohnhäuser                                                                   | Wien 1, Biberstraße 11 Standort                                         |                                                                                        | P84(Architekt): P131(Ort):                                        |
| ja    | Datei hochladen | 1904      | Durchhaus                                                                    | Wien 1, Franz Josefs-Kai 3 / Wiesingerstraße 9 Standort                 | Das Gebäude wurde im Auftrag der Brüder Schwadron errichtet.                           | P84(Architekt): P131(Ort):                                        |
| BW    | Datei hochladen | 1904      | Wohnhaus Leo Brill                                                           | Wien 1, Stubenring 12 / Rosenbursenstraße 5–7 / Biberstraße 14 Standort | Anmerkung: nach Kriegsschäden umgebaut, heute Bundeskammer der Gewerblichen Wirtschaft | P84(Architekt):Julius Goldschläger P131(Ort):Wien Region-ISO:AT-9 |
| ja    | Datei hochladen | 1904      | Miethaus                                                                     | Wien 1, Wiesingerstraße 1 Standort                                      |                                                                                        | P84(Architekt):Julius Goldschläger P131(Ort):Wien Region-ISO:AT-9 |
| ja    | Datei hochladen | 1904–1905 | Bürogebäude Fonds der Wiener Kaufmannschaft HERIS-ID: 24842 Objekt-ID: 21251 | Wien 4, Lothringerstraße 4–8 Standort                                   |                                                                                        | P84(Architekt): P131(Ort):Wieden Region-ISO:AT-9                  |
| ja BW | Datei hochladen | 1904–1905 | Miethaus Wien 9                                                              | Alserbachstraße 41 Standort                                             | Anmerkung: von 1964 bis 1998 Esplanadenhotel                                           | P84(Architekt):Julius Goldschläger P131(Ort):Wien Region-ISO:AT-9 |
| BW    | Datei hochladen | 1905      | Wohnhaus Wendelin Kühnel                                                     | Wien 1, Dominikanerbastei 12 / Rosenbursenstraße 2 Standort             |                                                                                        | P84(Architekt):Julius Goldschläger P131(Ort):Wien Region-ISO:AT-9 |
| BW    | Datei hochladen | 1905      | Miethaus                                                                     | Wien 9, Servitengasse 5 Standort                                        |                                                                                        | P84(Architekt): P131(Ort):                                        |
| ja    | Datei hochladen | 1905–1906 | Straßenhof                                                                   | Wien 9, Porzellangasse 7, 7a u. 7b Standort                             | Anmerkung: mit Siegfried Kramer. Geburtshaus von Friedrich Torberg                     | P84(Architekt): P131(Ort):                                        |
| ja    | Datei hochladen | 1906      | Wohnhaus                                                                     | Wien 1, Biberstraße 9 Standort                                          |                                                                                        | P84(Architekt):Julius Goldschläger P131(Ort):Wien Region-ISO:AT-9 |
| BW    | Datei hochladen | 1906      | Büro- u. Wohnhaus                                                            | Wien 4, Brucknerstraße 4–6 Standort                                     | Anmerkung: mit Siegfried Kramer                                                        | P84(Architekt): P131(Ort):                                        |
| ja    | Datei hochladen | 1909      | Straßenhof                                                                   | Wien 4, Prinz Eugen-Straße 30–34 Standort                               |                                                                                        | P84(Architekt):Julius Goldschläger P131(Ort):Wien Region-ISO:AT-9 |
| ja    | Datei hochladen | 1911–1914 | Büro- u. Geschäftshaus „Wiener Bürohaus“                                     | Wien 6, Mariahilfer-Straße 85–87 Standort                               |                                                                                        | P84(Architekt): P131(Ort):                                        |